# 하네니시촌
하네니시촌(波根西村)은 일본 시마네현 아노군에 설치되었던 촌이다. 현재의 오다시의 일부에 해당한다.

## 역사
- 1889년 4월 1일 - 정촌제 시행에 의해 아노군 하네니시촌이 성립하였다.
- 1935년 9월 25일 - 마을 앞바다에서 조업중이던 어선단이 토네이도를 만나 15척이 침몰하고 62명의 승무원이 사망하는 피해를 입었다.
- 1937년 5월 28일 - 사쓰카촌과 합병해 구테정이 신설하여 폐지되었다.

## 참고문헌
- 角川日本地名大辞典 32 島根県
- 『市町村名変遷辞典』東京堂出版、1990年。